# Década de 100

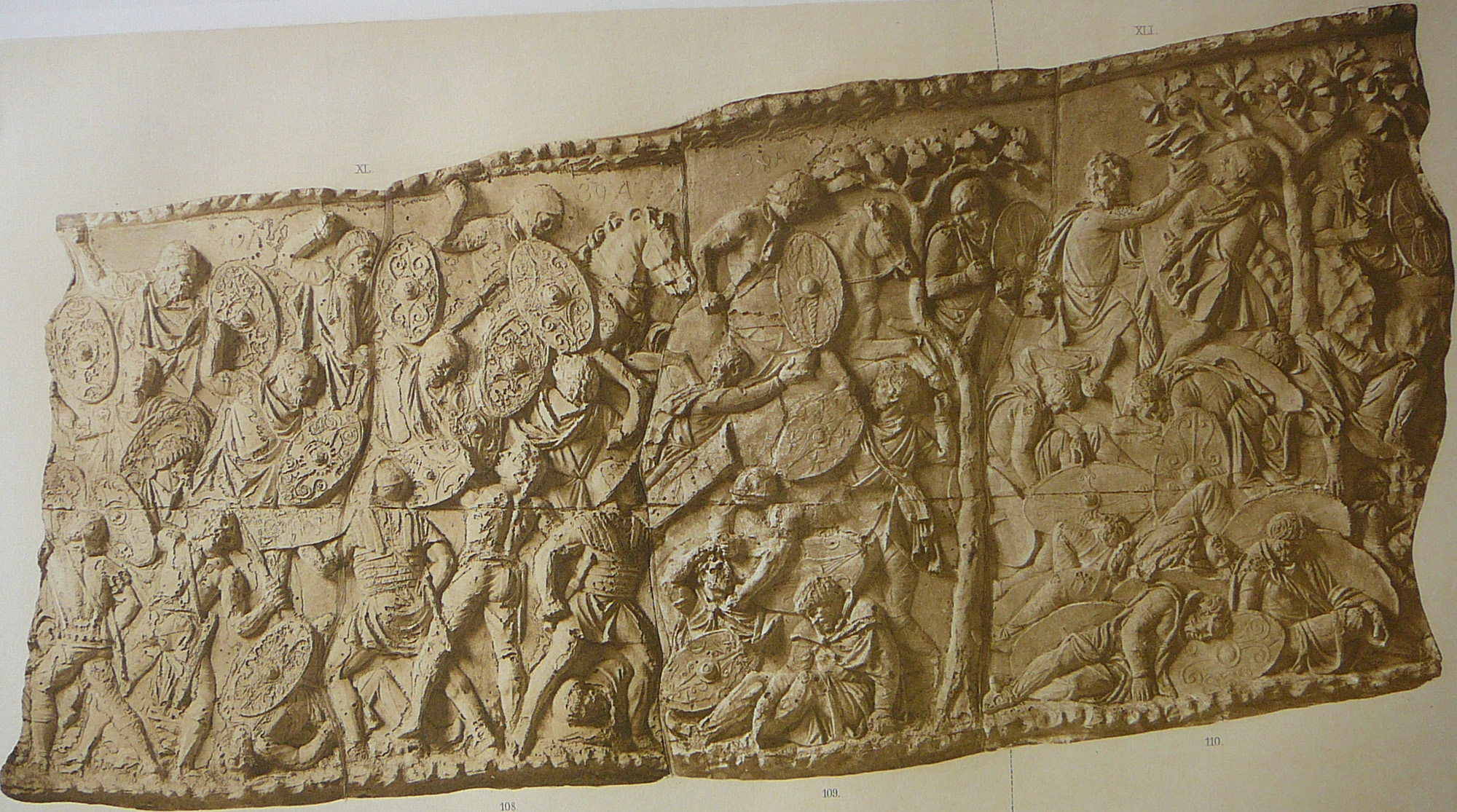
Batalha de Dacians

Séculos: (Século I - Século II - Século III)
Décadas: 50 60 70 80 90 - 100 - 110 120 130 140 150
Anos: 100 - 101 - 102 - 103 - 104 - 105 - 106 - 107 - 108 - 109